# Clotilde van Merenberg
Clotilde Gräfin von Merenberg, voluit Elisabeth Clotilde Gräfin von Merenberg (Wiesbaden, 14 mei 1941) is de laatste echte afstammelinge van het geslacht Nassau in rechte (dat wil zeggen mannelijke) lijn en wettig. 
Zij is een dochter van officier Georg Graf von Merenberg (1897-1965) en Elisabeth Müller-Uri (1903-1963). Clotilde is psychiater. Zij is in 1965 getrouwd met Enno von Rintelen (Berlijn-Charlottenburg, 9 november 1921 - 16 oktober 2013), gynaecoloog. Uit dit huwelijk zijn drie zoons geboren: Alexander (1966), Nicolaus (1970) en Gregor (1972).
De graven van Merenberg stammen wettig af van prins Nicolaas Willem van Nassau (1832-1905). Hij trouwde in 1868 vanwege standsverschil morganatisch met Natalja Aleksandrovna Poesjkina (Russische adel; dochter van de bekende dichter Aleksandr Poesjkin). Deze prins Nicolaas was op zijn beurt een achterkleinzoon van Karel Christiaan van Nassau-Weilburg, in 1760 getrouwd met Carolina van Oranje-Nassau (zuster van erfstadhouder Willem V). Zij lieten in Den Haag Hotel Weilbourg bouwen, de huidige Koninklijke Schouwburg. Clotilde heeft als allerlaatste van de stam Nassau dus tevens de Nederlandse stadhouders als voorouder. 